# Blang Buloh
Blang Buloh is een bestuurslaag in het regentschap Lhokseumawe van de provincie Atjeh, Indonesië. Blang Buloh telt 1053 inwoners (volkstelling 2010).